# ایندراجیت سوکوماران
ایندراجیت سوکوماران (انگلیسی: Indrajith Sukumaran؛ زادهٔ ۱۷ دسامبر ۱۹۷۹) هنرپیشه، خوانندگی اهل هند است.
از فیلم‌ها یا برنامه‌های تلویزیونی که وی در آن نقش داشته‌است می‌توان به هدف دوگانه، شهر خدا، فرشتگان، پلیس، نژاد، آرجون پاتیالا، فلش و شوهران در گوا اشاره کرد.